# 松脇圭志
松脇 圭志（まつわき よしゆき、1997年5月15日 - ）は、日本の男子バスケットボール選手である。福岡県出身。

## 来歴
那珂南ミニバスケットボールクラブに小学2年生から在籍。小学校卒業後は福岡市立西福岡中学校へ進学。2012年8月24日、全国中学校バスケットボール大会へ出場。西福岡中学校VS奥田中学校72-55で決勝戦を制した。松脇は同学年の酒井達也、山崎純と「西福岡BIG3」と呼ばれ注目を集めた。
その後土浦日本大学高等学校へ進学。同学年に平岩玄、1学年下に菅原暉や杉本天昇がいる。
3年次に紀の国わかやま国体に茨城県代表として出場し優勝。
同年のウインターカップ2015で八村塁を擁する明成高校と対戦。
惜しくも73-78で敗れた。しかし決勝で30得点を記録し（2P/3本・3P/8本）、敗れたものの大会Best5に選出された。
その後は日本大学へ進学。
4年次にはキャプテンを務めた。
4年次の2020年1月、B.LEAGUE/B1に所属する富山グラウジーズへの特別指定選手としての加入が発表された。
2020-21シーズンには、前田悟や、岡田侑大らとCS進出に貢献した。
2021年6月、三遠ネオフェニックスへの移籍が発表された。
2022年6月、琉球ゴールデンキングスへの移籍が発表された。
同年9月、一般女性との結婚を発表。 
2022-23シーズンでは、ベンチからの出場が多かったが、ディフェンスとシュート力を活かし、CS優勝に貢献した。

## 経歴
西福岡中学校-土浦日本大学高等学校-日本大学
富山グラウジーズ（2020-2021）-三遠ネオフェニックス（2021-202）)-琉球ゴールデンキングス（2022-現在）

## 選手としての特徴
185cmとバスケ選手として決して大柄ではないが、3Pラインから少し離れた距離からでも撃ち抜く正確な3Pシュートとフィジカルを活かした激しいディフェンスに定評がある。
また、高校3年次のわかやま国体において、八村塁を擁する宮城県代表に勝利し優勝したことから、「八村に勝った男」というキャッチコピーで紹介されることがある。